# Cyaniris kühni
Cyaniris kühni är en fjärilsart som beskrevs av Johannes Karl Max Röber 1886. Cyaniris kühni ingår i släktet Cyaniris och familjen juvelvingar. Inga underarter finns listade i Catalogue of Life.